# Gryteryds distrikt
Gryteryds distrikt är ett distrikt i Gislaveds kommun och Jönköpings län. Distriktet ligger omkring Gryteryd i västra Småland.

## Tidigare administrativ tillhörighet
Distriktet inrättades 2016 och utgörs av socknen Gryteryd i Gislaveds kommun.
Området motsvarar den omfattning Gryteryds församling hade vid årsskiftet 1999/2000.

## Tätorter och småorter
I Gryteryds distrikt finns inga tätorter eller småorter.